# Eueupithecia cisplatensis
Eueupithecia cisplatensis là một loài bướm đêm trong họ Geometridae.